# Everydays: The First 5000 Days
Everydays: The First 5000 Days is een digitaal kunstwerk gemaakt door de Amerikaanse kunstenaar en grafisch ontwerper Mike Winkelmann, die werkt onder het pseudoniem Beeple.   
Het kunstwerk is een digitale collage van 5.000 afbeeldingen die Beeple tussen 2007 en 2020 dagelijks maakte. Het kunstwerk is een JPEG-bestand met het formaat van 21.069 bij 21.069 pixels.  
Op donderdag 11 maart 2021 verkocht het veilinghuis Christie’s een digitaal eigendomscertificaat (een zogenaamd non-fungible token, afgekort NFT) van Everydays via een online veiling voor een bedrag van ruim 69,3 miljoen dollar. Daarmee behoorde het kunstwerk op het moment van verkopen tot de drie duurst geveilde kunstwerken van levende kunstenaars ooit.
Het kunstwerk werd verkocht aan MetaKovan, een pseudoniem van de oprichter van een NFT-fonds. Hij betaalde het schilderij met de cryptomunt ether.